# Зоряний звір
Зоряний звір (англ. The Star Beast) — науково-фантастичний роман Роберта Гайнлайна, опублікований 1954 року в скороченому варіанті у журналі Fantasy & Science Fiction (з травня по липень), потім виданий в серії романів для юнацтва, які щорічно автор надавав для видавництва Скрібнер в 1947—1958 роках.

## Сюжет
Один з предків юного Джона Томаса Стюарта XI привіз з міжзоряної експедиції інопланетне створіння, яке назвали Ламмоксом (англ. Lummox). Зовні він віддалено нагадує восьминогого бегемота, при цьому спочатку був розміром з цуценя, але за довге життя в родині Стюартів значно виріс. Через ці розміри і рівень інтелекту на рівні чотирирічної дитини він починає сприйматися сусідами Стюартів як загроза, а одного разу вийшов «на прогулянку» з двору і завдав значної матеріальної шкоди провінційному місту Вествілль. Після цього мати Джона і деякі жителі міста домагаються від суду рішення знищити Ламмокса. Провінційний суддя, керуючись спрощеною класифікацією інопланетних створінь, через відсутність у неї рук, класифікує Ламмокса як нерозумну істоту і засуджує до знищення.
Зневірившись врятувати свого вихованця, Джон Томас погоджується продати його в зоопарк. Але швидко змінює своє рішення і тікає з дому разом з Ламмоксом в навколишню дику місцевість. Його подруга Бетті Соренсон приєднується до нього і пропонує таємно привести звіра назад в місто і заховати його в теплиці одного з сусідів. Зрештою втікачів наздоганяють і Ламмокса забирають.
Тим часом представники високорозвиненої, могутньої і раніше невідомої раси «хрошо» з'являються на орбіті Землі і вимагають повернути їм вкрадену дитину, погрожуючи застосуванням сили. Дружній інопланетний дипломат натякає, що загроза не порожня. Спочатку ніхто не асоціював Ламмокса з прибульцями, почасти через різницю в розмірах (Ламмокс був перегодований). Ламмокс же виявився членом королівської сім'ї, точніше, спадковою принцесою, що ускладнювало і без того напружені переговори з «хрошо». З'ясувалося, що з її погляду, у молодої Ламмокс на Землі просто було хобі: вирощування Джонів Томасів. Вона дає зрозуміти, що має намір робити це і надалі. Це дає земним дипломатам важіль впливу, необхідний для запобігання знищенню Землі. На прохання Ламмокс, Джон і Бетті одружуються і вирушають разом з нею на планету «хрошо» в складі дипломатичної місії.

## Основні персонажі
- Ламмокс — розумний інопланетний гість, що живе протягом декількох поколінь в сім'ї Стюартів. Хоча він став майже членом родини, ніхто не знав точно про ступіень його розумності і значення для одноплемінників. Любить їсти залізо.
- Джон Томас Стюарт XI — останній з досить знаменитого ряду Джонів Томасів Стюартів на момент дії роману. Власник Ламмокса. Навчався в старшій школі і планував вступити до коледжу вивчати ксенобіологію.
- Місіс Стюарт — мати Джона Томаса. Вдова, її чоловік не повернувся з чергової космічної експедиції.
- Бетті Соренсон — дівчина Джона Томаса, що живе в гуртожитку після розлучення з батьками. Типова героїня Гайнлайна, самостійна, смілива і розумна.
- Шеф Дрейзер — начальник поліції Вествілля, за сумісництвом диякон і викладач в недільній школі.
- Рой Макклюре — міністр у справах космосу Федеративної Співдружності Цивілізацій, виконувач переважно церемоніальні обов'язки.
- Генрі Гладстоун Кіку — перший заступник Макклюра, фактично виконує всю реальну роботу за нього. Родом з Кенії, є магістром мистецтв, почесним доктором літератури, кавалером ордена Британської імперії.
- Сергій Грінберг — один з помічників Кіку. Народився на Марсі, але повернувся на Землю, щоб вступити в Гарвардський університет.
- Доктор Фтаемл — інопланетний дипломат, який представляє інтереси раси «хрошо» на Землі. Зовні є горгоноподобним гуманоїдом.